# Sentimentai
A Sentimentai (magyarul: Érzések) Monika Liu litván énekesnő dala, mellyel Litvániát képviselte a 2022-es Eurovíziós Dalfesztiválon Torinóban. A dal 2022. február 12-én, a litván nemzeti döntőben, a Pabandom iš naujoban megszerzett győzelemmel érdemelte ki a dalversenyen való indulás jogát.

## Eurovíziós Dalfesztivál
2021. december 8-án vált hivatalossá, hogy az énekesnő alábbi dala is bekerült a Pabandom iš naujo! elnevezésű litván eurovíziós nemzeti válogató mezőnyébe. A dalt hivatalosan 2022. január 18-án, a harmadik válogatóban mutatták be először. A válogatóban a zsűri és a nézők szavazatai alapján első helyen jutott tovább a február 5-én megrendezett második elődöntőbe, ahonnan szintén első helyen jutott tovább a döntőbe. A február 12-én rendezett döntőben az énekesnő dalát választotta ki a zsűri és a nézők, amellyel képviseli Litvániát az elkövetkezendő Eurovíziós Dalfesztiválon.
Érdekesség, hogy Litvánia eurovíziós történelme során ez volt csupán a második alkalom, hogy a versenydaluk teljes egészében saját nyelvükön adják elő. A legutóbbi dalfesztiválon elhangzott litván nyelvű dal 1994-ben volt. A Lopšinė mylimai, amely egyben az ország első eurovíziós dala volt végül pont nélkül maradt, így a huszonöt fős mezőnyben utolsó helyen végzett.
A dalfesztivál előtt Barcelonában, Londonban, Tel-Avivban, Amszterdamban és Madridban, eurovíziós rendezvényeken népszerűsítette versenydalát.
Az Eurovíziós Dalfesztiválon a dalt először a május 12-én rendezett első elődöntőben adta elő fellépési sorrend szerint harmadikként a Lettországot képviselő Citi Zēni Eat Your Salad című dala után és a Svájcot képviselő Marius Bear Boys Do Cry című dala előtt. Az elődöntőből hetedik helyezettként sikeresen továbbjutott a május 14-i döntőbe, ahol fellépési sorrendben tizennegyedikként lépett fel, a Németországot képviselő Malik Harris Rockstars című dala után és az Azerbajdzsánt képviselő Nadir Rustamli Fade to Black című dala előtt. A szavazás során a zsűri szavazáson összesítésben tizennyolcadik helyen végzett 35 ponttal, míg a nézői szavazáson tizenegyedik helyen végezett 93 ponttal, így összesítésben 128 ponttal a verseny tizennegyedik helyezettje lett.
A következő litván induló Monika Linkytė Stay című dala volt a 2023-as Eurovíziós Dalfesztiválon.